# ماشین بردار مرتبط
ماشین بردار مرتبط (به انگلیسی: Relevance Vector Machine - RVM) در علم ریاضیات به یک شیوه یادگیری ماشین گفته می‌شود که از استنباط بیزی به منظور به دست آوردن راه‌حل‌های مختصر برای رگرسیون و طبقه‌بندی احتمالی استفاده می‌کند. «ماشین بردار مرتبط» شکل عملکرد نسبتاً یکسانی با «ماشین بردار پشتیبان» دارد، با این تفاوت که با این شیوه طبقه‌بندی احتمالی نیز ارائه می‌شود.
در واقع می‌توان گفت که هم ارز با (معادل با) یک مدل فرایند گاوسی به همراه تابع همپراش (تابع کوواریانس) است:
{\displaystyle k(\mathbf {x} ,\mathbf {x'} )=\sum _{j=1}^{N}{\frac {1}{\alpha _{j}}}\varphi (\mathbf {x} ,\mathbf {x} _{j})\varphi (\mathbf {x} ',\mathbf {x} _{j})}
جایی که {\displaystyle \varphi } تابع هسته (معمولاً گاوسی)، {\displaystyle \alpha _{j}} واریانس‌های پیشین در بردار وزن {\displaystyle w} تقریباً معادل {\displaystyle \ N(0,\alpha ^{-1}I)}، و {\displaystyle \mathbf {x} _{1},\ldots ,\mathbf {x} _{N}} بردارهای ورودی مجموعه آموزشی هستند.
حق اختراع ماشین بردار مرتبط در ایالات متحده آمریکا توسط شرکت مایکروسافت به ثبت رسیده است.

## نرم‌افزارها
- کتابخانه سی‌پلاس‌پلاس dlib
- کتابخانه Kernel-Machine
- بسته R برای طبقه‌بندی باینری rvmbinary
- ماشین بردار مرتبط ـ سایکیت
- ماشین بردار مرتبط ـ فست سایکیت
- دوره آموزشی RVM